# Trichopoda apicalis
Trichopoda apicalis là một loài ruồi trong họ Tachinidae.